# Les Veinards
Pour plus de détails, voir Fiche technique et Distribution.
Les Veinards est un film à sketchs français réalisé par Jack Pinoteau, Philippe de Broca et Jean Girault en 1962 et sorti en 1963.

## Fiche technique
- Titre : Les Veinards
- Réalisation : Jean Girault, Philippe de Broca et Jack Pinoteau
- Scénario : Sur une idée de Jacques Rémy
- Adaptation : Jean Girault, Jacques Vilfrid, Daniel Boulanger, Jack Pinoteau, Jacques Emmanuel
- Dialogues : Jacques Vilfrid, Daniel Boulanger, Jacques Emmanuel
- Musique : Jean-Michel Defaye (Édition Impéria)
- Images : André Dumaître, Raymond Letouzey, Jean Penzer, assistés de Philippe Brun, Jean Charvein, Guy Suzuki
- Décors : Sydney Bettex
- Montage : Armand Psenny
- Ingénieur du son : Jean Labussière
- Bijoux : René Longuet et la collaboration de la bijouterie Boucheron
- Robes : de la maison Amie
- Fourrures : de H. Jassel « Aux chasses Royales »
- Pellicule : 35mm, noir et blanc - Matériel caméra Alga Cinéma (Paris)
- Enregistrement : Poste Parisien, Western Electric System – Studios « Franstudio » de Saint-Maurice
- Tirage : Laboratoire Franay, L.T.C Saint-Cloud
- Tournage dans les studios « Franstudio » de Saint-Maur
- Production : Erdey Films Production ROGER DEBELMAS (France)
- Chef de production : Michel Romanoff
- Directeur de production : Roger Debelmas
- Distribution : Compagnie Française de Distribution Cinématographique
- Pays de production :  France
- Genre : Comédie
- Première présentation le 26 avril 1963
- Durée : 95 minutes
- Visa d'exploitation : 26544
- Affiche : Guy-Gérard Noël (France)

## Distribution par sketch

### Le vison
Réalisation : Jean Girault - Adaptation : Jean Girault, Jacques Vilfrid - Dialogue : Jacques Vilfrid
Jacqueline, la bonne de Jérôme et Laura, gagne un manteau de vison. Il s'ensuit une série de catastrophes provoquées par la rivalité des deux femmes.
- Mireille Darc : Jacqueline, la bonne au manteau de vison
- François Périer : Jérôme Boisselier, le mari de Laura
- Jacqueline Monsigny : Laura Boisselier, la femme de Jérôme
- Yvonne Clech : Mme Élise Flavigny, la femme de l'industriel
- Guy Tréjan : M. Georges Flavigny, l'industriel

### Le repas gastronomique
Réalisation : Jean Girault - Adaptation : Jean Girault, Jacques Vilfrid - Dialogue : Jacques Vilfrid
Heurs et malheurs de monsieur Bricheton, gagnant d'un somptueux repas à la « Poularde dorée ». Il y a loin, hélas, de la coupe aux lèvres.
- Francis Blanche : M. Bricheton, le gagnant
- Claudine Coster : Virginie, la femme amoureuse au restaurant
- Jean-Henri Chambois : Le directeur du restaurant « La Poularde dorée »
- Bernard Musson : Le maître d'hôtel du restaurant
- Daniel Ceccaldi : L'homme amoureux de Virginie
- Laure Paillette : La concierge de M. Bricheton
- Jean Droze : Louis, un serveur
- Charles Bayard : Le client importuné
- Philippe Dumat : Un client du restaurant
- Florence Blot : La cliente anglaise
- Nicole Desailly
- Jess Hahn

### La vedette
Réalisation : Philippe de Broca - Adaptation : Philippe de Broca, Daniel Boulanger - Dialogue : Daniel Boulanger - Thème musical : Darry Cowl
Le colleur d'affiches Taquet, gagne grâce à un concours, une nuit en compagnie d'une vedette. Mais Patricia est-elle vraiment vedette ? Et Taquet arrivera-t-il à ses fins ?
- Darry Cowl : M. Simon Taquet, colleur d'affiches
- Geneviève Cluny : Patricia Padigton, la vedette
- Pierre Doris : M. « Sam Chips », l'organisateur du jeu
- Philippe de Broca : Le passant qui reçoit l'affiche
- Bibi Morat : Le petit garçon
- Roger Trapp : L'agent Tapin
- Jacques Hilling : Le reporter
- Jean-Pierre Rambal : Le serveur
- Madeleine Clervanne : La concierge

### Le yacht
Réalisation : Jean Girault - Adaptation : Jean Girault, Jacques Vilfrid - Dialogue : Jacques Vilfrid
Le yacht qui récompense les époux Duchemin, risque de faire sombrer leur félicité conjugale. La maîtresse de monsieur, Corinne, le secrétaire de madame, Philippe embrouillent la situation
- Pierre Mondy : M. Henri Duchemin
- Jacqueline Maillan : Mme Élisabeth Duchemin, la femme
- France Anglade : Corinne, la maîtresse de M. Duchemin
- Philippe Nicaud : Philippe, le secrétaire de Mme Duchemin
- Jean Lefebvre : Le marin
- Jacques Seiler : Le barman
- Fulbert Janin : Le réceptionniste de l'hôtel

### Le gros lot
De Jack Pinoteau - Adaptation : Jack Pinoteau, Jacques Emmanuel - Dialogue : Jacques Emmanuel
Les cent millions de la loterie que vient de toucher à Paris monsieur Beaurepaire, accompagné de sa femme et de sa fille Danielle, lui font perdre sa belle tranquillité et pourraient lui occasionner les pires ennuis
- Louis de Funès : M. Antoine Beaurepaire, heureux gagnant de la loterie
- Blanchette Brunoy : Mme Beaurepaire, la femme
- France Rumilly : Mlle Danielle Beaurepaire, la fille
- Noël Roquevert : Le bijoutier
- Max Montavon : Un vendeur de la bijouterie
- Jean Ozenne : Le réceptionniste de l'hôtel
- Robert Rollis : Le chauffeur de taxi
- Jack Ary : Un agent
- René Hell : Un vendeur de journaux
- Nono Zammit : Un agent
- Henri Lambert : Le « balafré »
- Jean-Claude Brialy : L'automobiliste
- Adrien Cayla-Legrand : Un badaud
- André Chanu
- Jean-Lou Reynolds
- Philippe Dehesdin
- Pierre Tornade
- Michel Gonzalès